# Trifosfat de desoxiguanosina
El trifosfat de desoxiguanosina de fórmula C10H16N₅O13P₃,
(en anglès: Deoxyguanosine triphosphate abreujat com dGTP és un nucleòtid que es fa servir en les cèl·lules en la síntesi d'ADN. Aquesta substància es fa servir en la tècnica de la reacció en cadena de la polimerasa en seqüenciació i en clonatge molecular. També és el competidor de l'acció de l'acyclovir en el tractament del virus de l'herpes simplex (HSV).